# Hr.Ms. De Zeven Provinciën (1909)
Hr.Ms. De Zeven Provinciën − holenderski pancernik obrony wybrzeża, od 1936 nazwany Soerabaia, służący w marynarce holenderskiej w latach 1910-42. Stał się słynny z powodu buntu załogi w 1933 roku. Był to szósty okręt o tej nazwie.

## Historia powstania
Przyczyną rozwijania przez Holandię na przełomie XIX i XX wieku klasy pancerników przybrzeżnych była głównie potrzeba ochrony rozległych kolonii w Indiach Wschodnich (obecnej Indonezji). „De Zeven Provinciën” (Siedem Prowincji) był dziewiątym i ostatnim, a zarazem najsilniejszym holenderskim okrętem tej klasy. Stanowił on powiększone rozwinięcie pancerników przybrzeżnych typu Jacob van Heemskerck. Wprowadzono na nim działa kalibru 283 mm, zamiast 240 mm na wcześniejszych okrętach, w jednodziałowych wieżach na dziobie i rufie. Działa te były najcięższymi używanymi na holenderskich okrętach.

## Służba
Położenie stępki – 7 lutego 1908 w stoczni Rijkswerf w Amsterdamie, wodowanie – 15 marca 1909, wszedł do służby 6 października 1910. W 1921 został wysłany do Holenderskich Indii Wschodnich.
W dniach od 4 do 10 lutego 1933 doszło na okręcie do buntu marynarzy, którym z uwagi na kryzys obcięto płace. Główną siłę buntu stanowili Indonezyjczycy, którym obniżono płace w większym stosunku niż marynarzom holenderskim; byli oni też dyskryminowani na inne sposoby. Podczas rejsu szkolnego wokół Sumatry, wykorzystując zejście dowództwa okrętu na przyjęcie na lądzie, wieczorem 4 lutego 1933 marynarze indonezyjscy i część holenderskich opanowali okręt. Powstańcy uwięzili holenderskich oficerów, po czym wyszli w morze w kierunku Surabai, chcąc rozszerzyć powstanie na inne okręty holenderskiej floty kolonialnej. Okręt prowadził znający tamtejsze wody mat Kawilarang. W pościg wyruszyły siły floty holenderskiej z krążownikiem „Java” na czele i niszczycielami, aczkolwiek nie dążyły one do starcia artyleryjskiego. Mimo wezwań, załoga „De Zeven Provinciën” nie zdała okrętu. 10 lutego rano, w rejonie cieśniny Sunda, holenderski wodnosamolot Fokker T.IV trafił jedną bombą w mostek „De Zeven Provinciën”, na skutek czego zginęło 23 marynarzy, w tym część przywódców buntu. Pozostali marynarze poddali wówczas okręt. Trafienie prawdopodobnie nie było celowe, lecz rzut bomby miał jedynie spowodować poddanie się. 164 członków załogi, w tym 29 Holendrów, zostało następnie skazanych na kary więzienia (Kawilarang na 18 lat więzienia, a Holender Boshart z działu maszynowego na 17 lat).
Następnie, w lipcu 1933 okręt został wycofany z aktywnej służby, a w latach 1935 – 36 przekształcony w szkolny okręt artyleryjski. Przy tym, zdjęto mu 5 kotłów parowych i jeden komin, przerabiając pozostałe kotły na opalanie mazutem (moc 7500 KM). Wzmocniono na nim uzbrojenie przeciwlotnicze. W związku z wcześniejszymi zajściami i przeznaczeniem nazwy „De Zeven Provinciën” dla nowo budowanego krążownika, okręt w 1936 przemianowano na „Soerabaia” (Surabaja). Podczas II wojny światowej okręt był używany do ochrony bazy w Surabai. Został tam zatopiony przez japońskie samoloty 18 lutego 1942 roku jedną bombą, która trafiła w komin i eksplodowała pod dnem.
Okręt został później podniesiony przez Japończyków, którzy zamierzali go wcielić jako pływającą baterię przeciwlotniczą, lecz nie ukończyli remontu. W międzyczasie służył jako hulk koszarowy. W 1945 roku został samozatopiony w pobliżu Surabai.

## Dane techniczne
- zapas paliwa: 700-872 t. węgla

### Uzbrojenie i wyposażenie
- początkowo
  - 2 działa kalibru 283 mm Krupp w wieżach jednodziałowych na dziobie i rufie (2xI)
    - długość lufy L/42,5 (42,5 kalibrów), masa pocisku 302 kg, donośność 16 100 m

  - 4 działa 150 mm (4xI, po 2 na burtach)
    - długość lufy L/40

  - 10 dział 75 mm (10xI)
  - 2 karabiny maszynowe

- po modernizacji w 1936:
  - 2 działa kalibru 283 mm L/42,5 (2xI)
  - 2 działa 150 mm L/40 (2xI)
  - 2 działa 75 mm (2xI)
  - 2 działa plot 40 mm Vickers No.1 (2xI)
  - 6 wkm plot 12,7 mm (3xII)

### Opancerzenie
- pas burtowy: 100-150 mm
- pokład pancerny: 50 mm
- wieże dział artylerii głównej: 248 mm
- stanowisko dowodzenia: 250 mm (inne dane: 215 lub 200 mm)